# Кампра, Андре
Андре́ Кампра́ (фр. André Campra; 4 декабря 1660, Экс-ан-Прованс — 29 июня 1744, Версаль) — французский композитор эпохи барокко.

## Биография
Отец Кампра, медик и музыкант-любитель, был выходцем из Пьемонта, обосновавшимся в Экс-ан-Провансе. Будущий композитор получил духовное и музыкальное образование в кафедральном соборе города. Своё первое сочинение, Deus noster refugium, написал в 17 лет, едва научившись читать и писать (грамоте в те времена, как правило, не учились до 16 лет). В 1678 году принял священнический сан. Преподавал музыку в Тулоне, Арле, Тулузе, Монпелье. В 1694—1700 годах был преподавателем музыки в Соборе Парижской Богоматери.
В 1695 году опубликовал первый сборник своих мотетов. С 1697 года начал сочинять музыку к спектаклям — его основными жанрами были музыкальная трагедия, или трагедия с пением (итал. drama per musica) и опера-балет (фр. ballet en musique), сочетавшая в себе пение и танец. В 1700 году оставил свой пост в церкви и целиком занялся театром. С 1720 года вернулся к сочинению духовной музыки. Его занятиям покровительствовал принц Конти: в 1722 году он пригласил Кампра занять должность музыкального руководителя (мэтра музыки, фр. maître de musique) при своём дворе. В 1723 году, после смерти регента, Кампра стал заместителем регента в Королевской капелле Версаля. В 1726 году он был посвящён в Орден Святого Лазаря. В 1730 году Кампра стал генеральным инспектором Королевской академии музыки. Умер в бедности.

## Творчество
После Люлли Кампра был единственным композитором, который смог до некоторой степени его заменить. Только появление Рамо несколько отодвинуло произведения Кампра на второй план. Огромным успехом пользовались оперы-балеты Кампра «Галантная Европа» (1697), «Венецианский карнавал» (1699), «Венецианские празднества» (1710), задавшие тон и стандарты этого нового и модного на рубеже веков жанра, а также пастиччо (произведения, составленные из фрагментов популярных опер разных композиторов) «Фрагменты из Люлли» (Fragments de Lulli), «Телемак». Из лирических трагедий композитора на сцене прочно утвердился «Танкред» на либретто Антуана Данше по мотивам поэмы Торквато Тассо «Освобождённый Иерусалим» (1702), остававшийся в репертуаре до 1770-х годов. Всего для сцены Кампра написал 28 произведений; также он сочинял духовные кантаты и мотеты.
У Кампра, как и у других композиторов его времени, преобладала описательность: «Не только оркестр, но и человеческие голоса начинают порой трактоваться инструментально. Но повествовательность и картинность убивают изображение характеров, эмоциональность музыки и драматическое выражение. Действие уходит из оперы».

## Основные сочинения

### Светские произведения
- 1697 — Галантная Европа, опера-балет
- 1698 — Венера, галантное празднество
- 1699 — Венецианский карнавал, опера-балет
- 1700 — Гесиона[англ.], музыкальная трагедия
- 1701 — Аретуза, опера-балет
- 1702 — Танкред[англ.], музыкальная трагедия
- 1703 — Музы, опера-балет
- 1704 — Телемак[англ.], музыкальный пастиш
- 1704 — Ифигения в Тавриде, музыкальная трагедия
- 1705 — Альсина, музыкальная трагедия
- 1708 — Гипподамия, музыкальная трагедия
- 1710 — Венецианские празднества[англ.], опера-балет
- 1712 — Идоменей, музыкальная трагедия
- 1713 — Телеф[англ.], музыкальная трагедия
- 1714 — Эней и Дидона, музыкальное празднество
- 1715 — Радости мира
- 1716 — Летние праздники
- 1717 — Камилла, царица вольсков[англ.], музыкальная трагедия
- 1718 — Три возраста[англ.], опера-балет
- 1725 — Балет стихий
- 1727 — Любовные похождения богов
- 1729 — Дикари
- 1732 — Балет чувств
- 1735 — Ахилл и Дейдамия[англ.], музыкальная трагедия

### Духовные сочинения
- 1677 — Deus noster refugium
- 1699 — Месса К вящей славе Божией,
- 1708, 1714 и 1728 — Три книги кантат
- 1722 — Nisi Dominus
- после 1723 — Реквием
- 1723—1741 — Мотеты для Королевской капеллы

## Наследие
С конца 1960-х годов, в рамках движения к аутентичному исполнительству, произведения Кампра, как светские, так и духовные, стали исполнять барочные ансамбли Густава Леонхардта, Уильяма Кристи, Марка Минковского, Жана-Клода Мальгуара, Эрве Нике, к ним обратились театральные и оперные режиссёры (Хорхе Лавелли). Дебютная опера-балет Кампра дала название ансамблю Фабио Бьонди.
Имя композитора носит коллеж в центре Экс-ан-Прованса.
Популярная «Провансальская сюита» Д. Мийо для симфонического оркестра, op. 152 (1936) была написана на фольклорные темы, частично почерпнутые из сборника А. Кампра, который широко использовал в своём творчестве провансальский фольклор своей «малой родины».